# 松戸市立矢切小学校
松戸市立矢切小学校（まつどしりつ やきりしょうがっこう）は、千葉県松戸市中矢切にある市立小学校。

## 沿革
- 1873年8月 - 下矢切正徳寺を仮校舎として開校
- 1885年9月 - 仮校舎下矢切正徳寺の破損が甚だしいため、下矢切村西蓮寺に移転
- 1889年4月 - 松戸尋常小学校矢切分校と称す
- 1890年10月 - 「教育に関する勅語謄本」を下賜される
- 1891年3月 - 生徒数激増に伴い、中矢切村字坂の上に校舎を構える
- 1892年9月 - 小学校令改正のため矢切尋常小学校と改称
- 1906年3月 - 日露戦争戦勝記念として校舎を増築
- 1913年4月 - 義務教育年限延長と就学児童増加に伴い、校舎を増改築（設計は川村捨五郎）
- 1914年2月 - 青島陥落祝賀旗行列を行う
- 1932年10月 - 校旗を制定
- 1933年3月 - 矢切小学校を廃し、松戸尋常高等小学校（現:松戸市立中部小学校）と合併
- 1934年4月 - 松戸尋常高等小学校矢切校舎と称す
- 1941年3月 - 校舎分立
- 1942年4月 - 矢切国民学校と称す
- 1944年4月 - 高等科併置
- 1946年12月 - 講堂を新築（1971年に解体、現存せず）
- 1947年4月 - 学制改革により松戸市立矢切小学校となる
- 1948年7月 - 勅語及び詔書返還
- 1950年4月 - 新校舎竣工（モルタル式2階建、現存せず）
- 1954年9月 - 校歌完成（作詞：勝承夫、作曲：平井康三郎）、新校舎竣工（現存せず）
- 1961年7月 - 校旗を新調
- 1963年7月 - 創立90周年記念プール落成（1977年に取り壊し）
- 1967年3月 - 新校舎落成（現在の南校舎、鉄筋3階建11教室）
- 1971年3月 - 柿ノ木台小学校開設に伴い、学区変更4年以下153名分離
- 1973年5月 - 新校舎を竣工（現在の西校舎、鉄筋5階建）
- 1984年4月 - 千葉県福祉教育推進校指定校となる
- 1985年4月 - 文部省指定道徳教育研究推進校となる
- 1987年11月 - 千葉県教育委員会より「教育功労賞学校賞」受賞
- 2006年7月 - 西校舎に耐震改修工事を施す

## こども郵便局
- 1958年6月 - こども郵便局が郵政大臣より表彰される
- 1960年10月 - こども郵便局が大蔵大臣、日銀総裁より表彰される
- 1961年11月 - こども郵便局が千葉県知事より表彰される

## 稲作活動
1981年から体験型学習として全校稲作活動を開始。以降、毎年5月に田植えを行い、9月に稲刈り、11月に校内で収穫祭を開催する。この活動で1984年に「農林水産大臣賞」を受賞している。